# 吴德宣

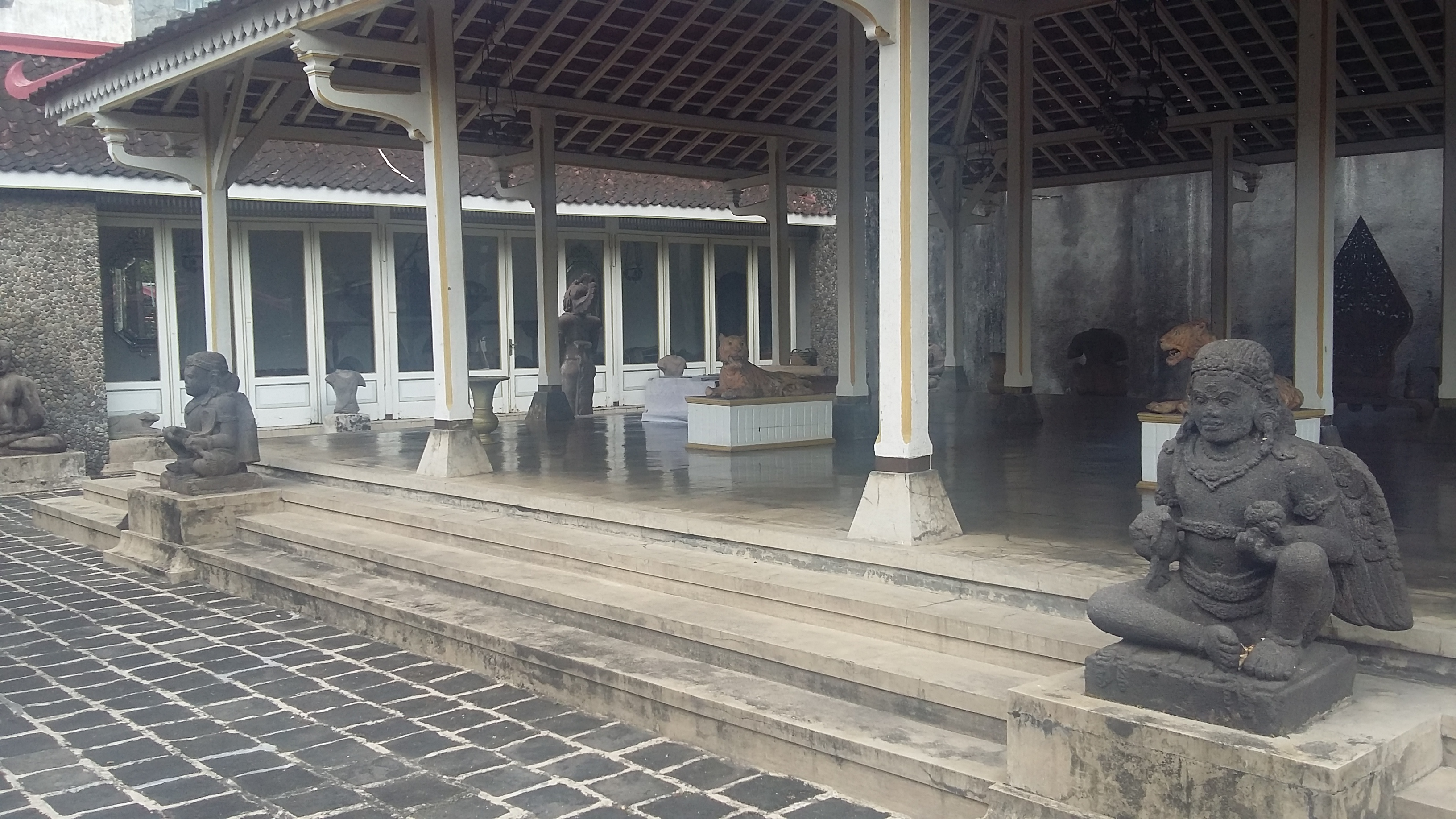
吴德宣位于梭罗的住宅

哈尔佐纳哥罗（1931年5月11日—2008年11月5日），全名哈佐诺·吴德宣，原名吴德宣（Go Tik Swan），印度尼西亚华裔峇迪艺术家。

## 生平
吴德宣1931年5月11日出生于梭罗，来自于一个富裕且有名望的华人家庭，他是家中长子，父亲吴添益（Go Dhiam Ik），母亲曾银娘（Tjan Ging Nio）。吴母的家族世代经营峇迪生意，拥有四个大工厂，雇佣了数百名工匠。1953年，他考入印度尼西亚大学文学院学习爪哇文学专业，在此期间，深受爪哇文化专家、华人穆斯林曾祖沁和哲学家布巴贾拉卡的影响。吴德宣后来被梭罗苏南宣为梭罗皇宫总管，并获赐新名字拉登·杜孟贡·哈尔佐纳哥罗。
九三〇事件后，印度尼西亚华人艺术家生存空间备受挤压，但吴德宣在皇宫的庇护下，仍然安全地从事艺术活动。
吴德宣无子嗣，于2008年11月5日逝世。